# Trastamiro Aboazar

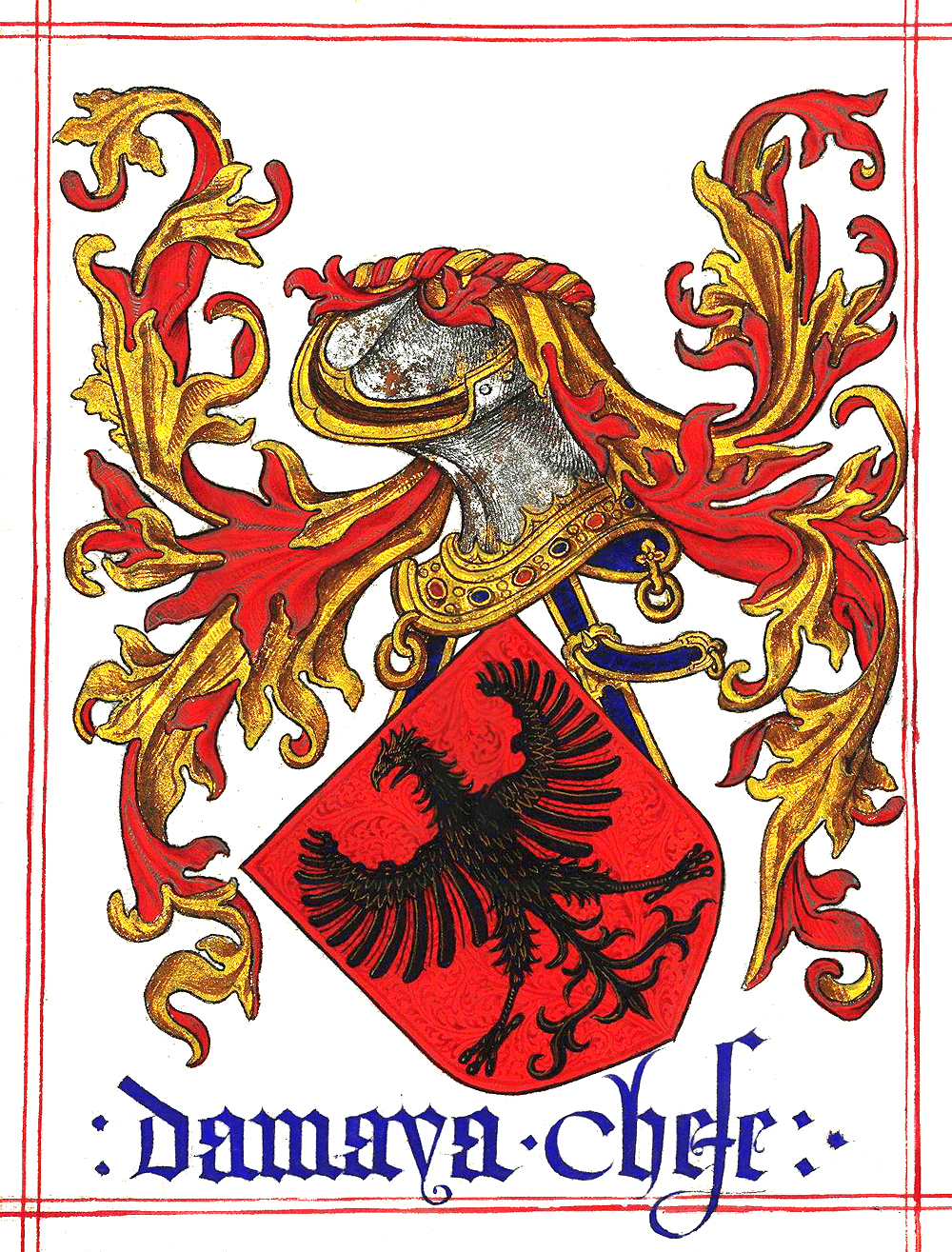
Brasão com as Armas dos Senhores da Maia, Adaptação de um trabalho de Jean du Cros de 1509, Livro do Armeiro-Mor.

Trastamiro Aboazar (980 -?) foi um fidalgo e Cavaleiro medieval português tido como o 1º senhor oficial da Maia.

## Relações familiares
Foi filho de Abu-Nazr Lovesendes ou Aboazar Lovesendes (960 -?), neto do rei Ramiro II de Leão, e de Unisco Godinhez (c. 960 -?). Casou com Dórdia Soares de quem teve:
1. Gonçalo Trastamires, 2º Senhor da Maia (1000 -?) casou com Unisco Sisnandes.